# Detenció de Mark Bernstein
El viquipedista Mark Bernstein va ser detingut l'11 de març de 2022, per la força de seguretat belarussa GUBOPiK després d'acusar-lo de violar la llei russa de notícies falses de 2022 per diverses edicions a articles de la Viquipèdia sobre el tema de la invasió russa d'Ucraïna el 2022. Bernstein, un blogger i editor de la Viquipèdia en rus afincat a Minsk, va ser condemnat a 15 dies de detenció administrativa en virtut de l'article 24.3 del Codi Administratiu de Belarús (per desobediència als agents de policia).
El 24 de juny va eixir de la presó amb llibertat restringida.

## Viquipèdia
Mark Izrailevitx Bernstein edita Viquipèdia amb el nom d'usuari Pessimist2006. Des de finals de 2009 fins a principis de 2022, Bernstein va ser un dels 50 editors més actius de la Viquipèdia en rus, amb més de 200.000 edicions. Va rebre l'encàrrec d'altres editors d'enciclopèdies per escriure articles. Segons ell mateix, el seu major èxit a la Viquipèdia arribà el 2009 en un article sobre la censura a la Unió Soviètica, en el qual havia citat unes 250 fonts. Aleshores també va ser entrevistat per Deutsche Welle per la seua experiència en el desenvolupament del projecte de viquipèdia en belarús, que existeix en dos versions gramaticals, Taraškievica i Narkamaŭka. Bernstein va aconsellar als nous editors de la Viquipèdia que primer aprengueren dels patrons d'edició d'editors experimentats i que estigueren preparats per a treballar conjuntament amb editors amb punts de vista molt diferents i sovint oposats, cosa que considerava clau per al desenvolupament dels articles de la Viquipèdia. Abans de ser detingut, es trobava entre els 50 editors amb més contribucions de la Viquipèdia en llengua russa.

### Detenció

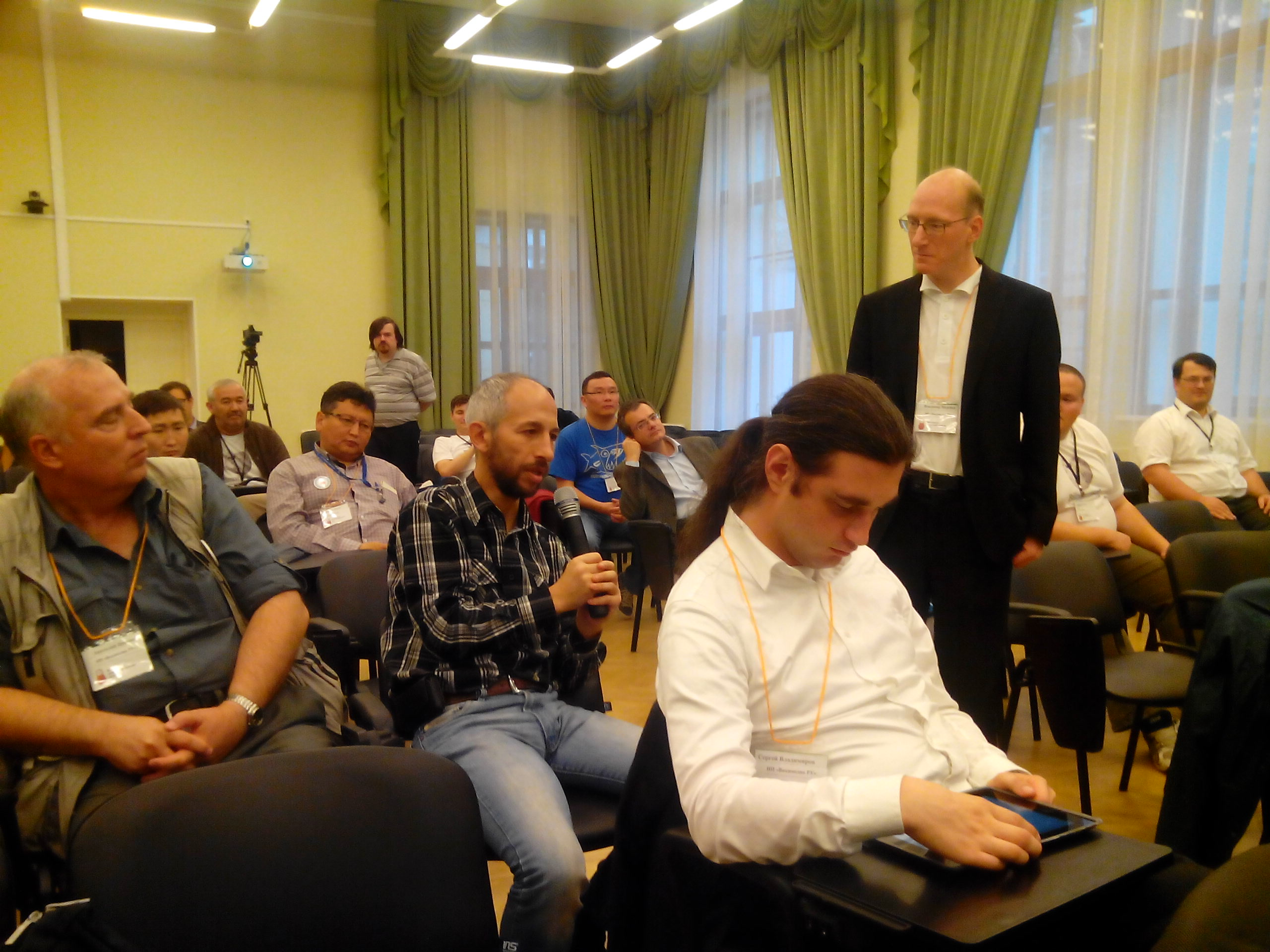
Bernstein a la WikiConference de Moscou el 14 de setembre de 2014

Quan alguns editors de la Viquipèdia en rus van afirmar que el nom de l'article "invasió russa d'Ucraïna (2022)" violava la política de l'enciclopèdia de presentar informació des d'un punt de vista neutral, Bernstein va dir: "Les tropes russes van envair el territori d'Ucraïna. És només un fet, no un punt de vista".
El 10 de març de 2022, un fòrum de missatgeria en línia de propaganda russa a Telegram, Mrakoborets (lit. ' Auror ', una referència de Harry Potter), va publicar informació privada sobre Bernstein i el va acusar d'infringir una nova llei russa contra la publicació de notícies falses. El fòrum va afirmar que l'edició de Bernstein dels articles de la Viquipèdia sobre la invasió russa d'Ucraïna el 2022 anava en contra de la nova llei.
L'11 de març de 2022, GUBOPiK, la Direcció Principal de Belarús per a la Lluita contra el Crim Organitzat i la Corrupció, va detindre a Bernstein a Minsk. Els canals progovernamentals de Telegram van publicar un enregistrament en vídeo de la detenció de Bernstein i l'han acusat de difondre informació "antirussa" falsa. El 12 de març de 2022, va ser condemnat a 15 dies de detenció administrativa per "desobediència a una ordre legal o demanda d'un funcionari" (article 24.3 del Codi Administratiu de Belarús).
L'11 de març de 2022, la Fundació Wikimedia, que gestiona la Viquipèdia i altres projectes de Viquimèdia, va declarar en resposta a una consulta sobre la detenció de Bernstein que els equips de "Confiança i seguretat i drets humans" de la Fundació [estaven] supervisant la crisi en curs a Ucraïna i [estaven] en estret contacte amb les comunitats [Wikimedia] de la regió per garantir la seua seguretat i respondre a les seues necessitats".
El 26 de març de 2022, el diari belarús Nasha Niva va informar que Bernstein no va ser posat en llibertat després de 15 dies de detenció i va afirmar que se'l va acusar d'"organització i preparació d'accions que violaven greument l'ordre públic, o de participació activa en elles" (article 342.1 del Codi Penal de Belarús).
El 28 de març es va saber que hi havia un segon editor belarús de Viquipèdia detingut per les autoritats del país, Pavel Pernikov.